# Хундсхаймер-Берге
Хундсхаймер-Берге (нем. Hundsheimer Berge, иногда Hainburger Berge), австрийская часть Малых Карпат у города Хайнбург-ан-дер-Донау. Наивысшая точка — гора Хундсхаймер-Берг, 480 м.

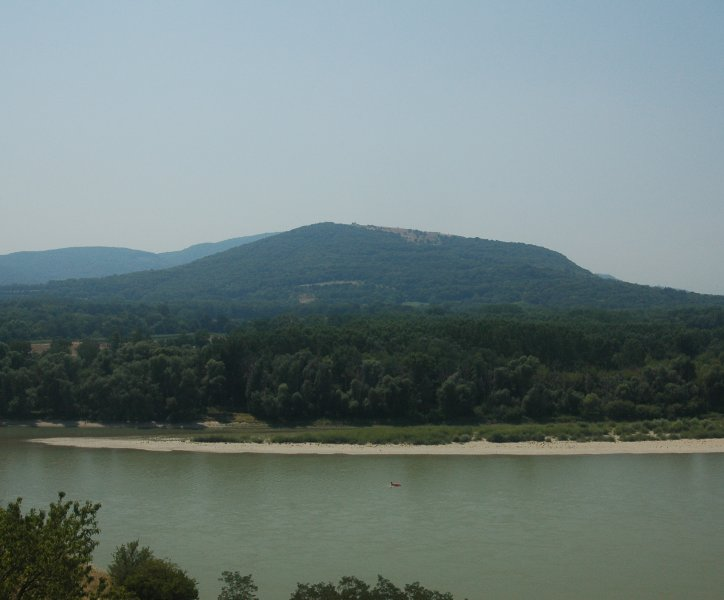
Хундсхаймер-Берге
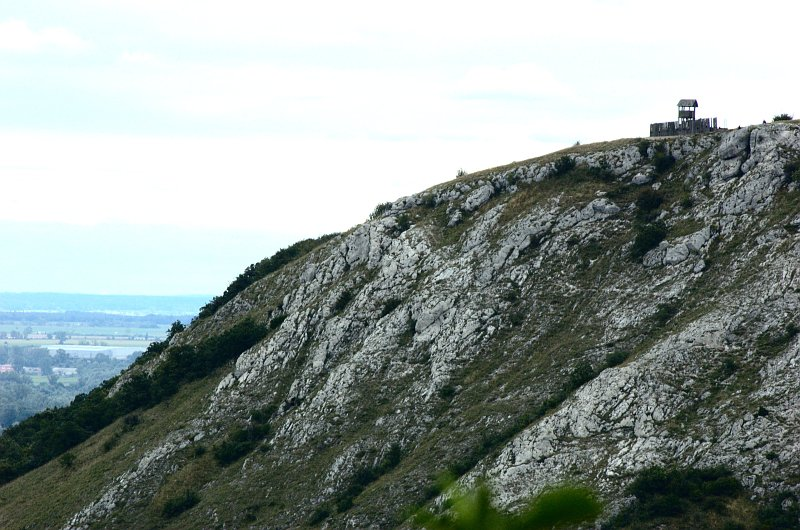
Браунсберг
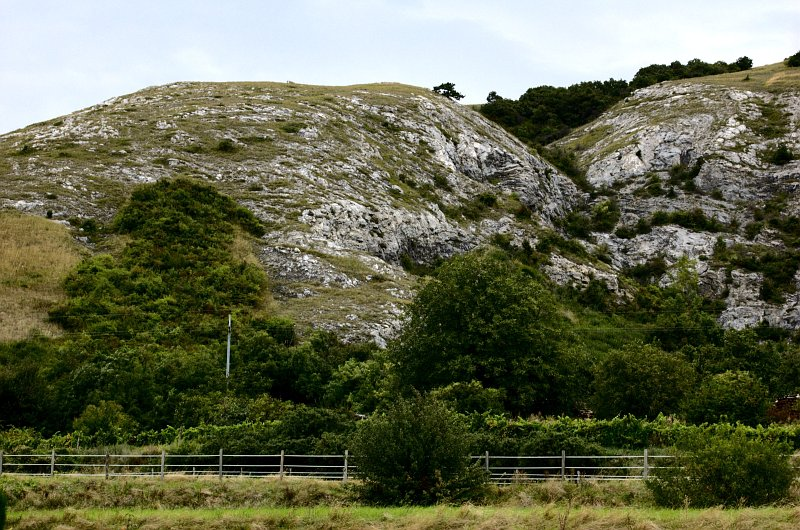
Хексенберг
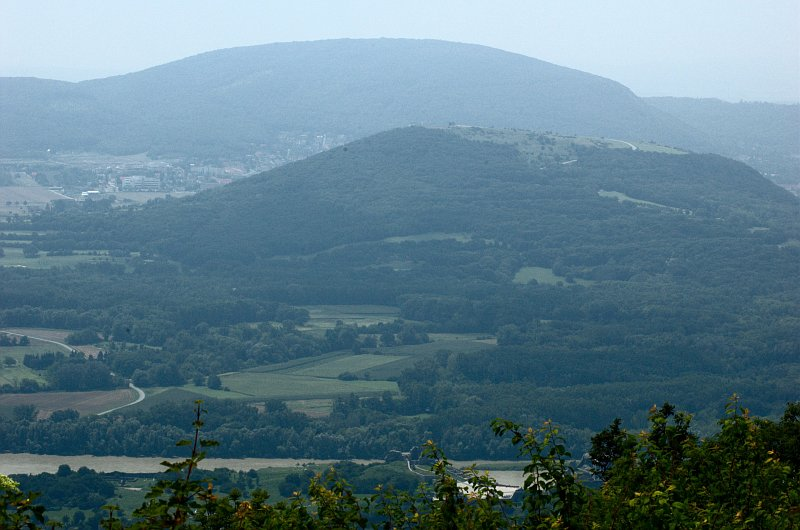
Вид с Девинской Кобылы